# Wilhelm Siemieński
Wilhelm Siemieński (ur. 1887, zm. 7 maja 1922 w Krakowie) – polski arystokrata (hrabia), doktor nauk prawniczych, dyplomata, podporucznik rezerwy obserwator Cesarskiego i Królewskiego Lotnictwa.

## Życiorys
Na początku I wojny światowej zgłosił się jako ochotnik, wraz z ojcem i bratem, do cesarskiego i królewskiego 13 pułku ułanów (niem. k.u.k. Ulanenregiment Nr. 13) w Złoczowie. W sierpniu 1916, po ofensywie Brusiłowa, złożył podanie o przyjęcie do c. i k. lotnictwa. Został skierowany na kurs obserwatorów lotniczych w Wiener Neustadt, który ukończył w listopadzie 1916. W połowie listopada otrzymał przydział do 35 Kompanii Lotniczej (niem. Fliegerkompagnie 35), w stopniu podporucznika obserwatora rezerwy (niem. Leutnant in der Reserve).
11 lutego 1917 w godzinach południowych wystartował do swojego drugiego lotu bojowego z lotniska St. Veit (obecnie Podnanos w Słowenii). Samolot Hansa-Brandenburg C.I (Ph) 27.74 pilotował kapral Ludwig Fleck. Zadaniem załogi było dalekie rozpoznanie tyłów przeciwnika. Dla pilota był to pierwszy samodzielny lot bojowy. Mijając miasto Udine, załoga zostaje zaatakowana przez 5 włoskich myśliwców typu Nieuport 11, za sterami których zasiadają por. pil. Francesco Baracca, por. pil. Fulco Ruffo di Calabria, pchor. pil. Antonio Pagliari, sierż. pil. Giulio Poli i sierż. pil. Anselmo Caselli – lotnicy 70-tej Eskadry Myśliwskiej (70a Squadriglia da Caccia), którzy wystartowali w trybie alarmowym z lotniska S. Caterina z zadaniem przechwycenia samolotu zwiadowczego. Jako pierwszy zaatakował sierż. Caselli, który został tak celnie ostrzelany przez załogę austro-węgierską, że musiał awaryjnie lądować na własnym lotnisku z dziurawym bakiem benzynowym. Następnie atakowali pozostali włoscy piloci, którzy po półgodzinnej walce zmusili do awaryjnego lądowania mocno postrzelany austro-węgierski samolot w okolicach miejscowości Ozzano. Obaj ciężko ranni członkowie załogi dostali się do niewoli. Zwycięstwo to ostatecznie zostało zapisane na konto Francesca Baracci jako jego siódme z trzydziestu pięciu.
Walka ta szerokim echem odbiła się we włoskiej prasie. Między innymi turyński dziennik „Corriere della Sera” podkreślał niezwykłą odwagę i determinację lotników austro-węgierskich w obliczu przeważających sił wroga. Publikacje te stały się bezpośrednią przyczyną nadania pilotowi złotego Złotego Medalu Waleczności (goldene Tapferkeitsmedaille) – najwyższego austro-węgierskiego odznaczenia przyznawanego podoficerom. Odznaczenie to jest o tyle wyjątkowym, że nigdy nie było przyznawane wziętemu do niewoli pilotowi, który wykonał zaledwie jeden lot bojowy i osiągnął jedno zwycięstwo powietrzne.
Naocznym świadkiem owej walki był ponoć sam król Wiktor Emanuel III. W krótkim czasie zwycięzca, Francesco Baracca, został awansowany poza kolejnością do stopnia kapitana (Capitano), otrzymał Srebrny Medal za Męstwo Wojskowe (Medaglia d'argento al Valor Militare) oraz znaczną nagrodę pieniężną (nagroda została przekazana przez Baraccę na rzecz Czerwonego Krzyża).
W czerwcu 1917, po kilku operacjach we włoskim lazarecie, został zakwalifikowany jako inwalida wojenny do wymiany poprzez Czerwony Krzyż. Tuż przed transportem do Szwajcarii odwiedzili go w szpitalu jego niedawni zwycięzcy – Ruffo di Calabria i Baracca. Otrzymał od nich na pamiątkę kawałek złamanego śmigła swojego Brandenburga z następującą inskrypcją: Il Capitano Baracca ed il Tenete Ruffo di Calabria al valoroso Tenete Siemienski.
W trakcie służby w lotnictwie austro-węgierskim wykonał 2 loty bojowe. Odniósł 1 zwycięstwo powietrzne. Ukończył wojnę w stopniu podporucznika rezerwy (Leutnant in der Reserve).
W 1921 na Uniwersytecie Jana Kazimierza uzyskał stopień doktora nauk prawniczych i zatrudnił się w Ministerstwie Spraw Zagranicznych. Zmarł w 7 maja 1922 w pałacu Tarnowskich w Krakowie – posiadłości rodowej swojej matki.